# Dalechampia burmanica
Dalechampia burmanica là một loài thực vật có hoa trong họ Đại kích. Loài này được Mukerjee mô tả khoa học đầu tiên năm 1951.